# Дандас, Генри, 1-й виконт Мелвилл
Ге́нри Да́ндас, 1-й виконт Ме́лвилл (англ. Henry Dundas, 1st Viscount Melville; 28 апреля 1742 — 28 мая 1811) — британский государственный и политический деятель шотландского происхождения, юрист, Первый лорд Адмиралтейства (1804—1805). Занимал посты лорда-адвоката (1775—1783), министра внутренних дел (1791—1794), председателя Контрольного совета (1793—1801) и военного министра (1794—1801) в нескольких правительствах Великобритании. Был ярым противником отмены работорговли.
За влияние, которым он пользовался на территории северных владений Короны, современники называли его «некоронованным королём Шотландии», «королём Генрихом IX» и «Великим тираном», «шотландским фаросом». Сам Виконт, будучи довольно известным и за пределами Шотландии, хвастался, что он может отозвать тридцать девять из сорока пяти шотландских представителей Палаты Общин. Дандас был последним британским политиком, против которого было возбуждено дело по должностному преступлению (импичмент), но в ходе разбирательства он был полностью оправдан.
Деятель ультраконсервативного толка и представитель буржуазно-аристократической контрреволюции, которому было поручено в 1790-х годах подавление беспорядков на территории Великобритании, Дандас вызывал ненависть у самых прогрессивных и образованных представителей британского общества, поскольку являлся твёрдой опорой крайне реакционного кабинета У. Питта-младшего: именно те шотландские голоса, речь о которых выше, обеспечивали правительство Питта надёжным большинством в парламенте. Организовал ряд экспедиций с целью свержения революционно-демократического правительства Франции, однако все попытки организовать конттреволюционные выступления не увенчались успехом в силу некомпетентности Дандаса.

## Биография

### Происхождение

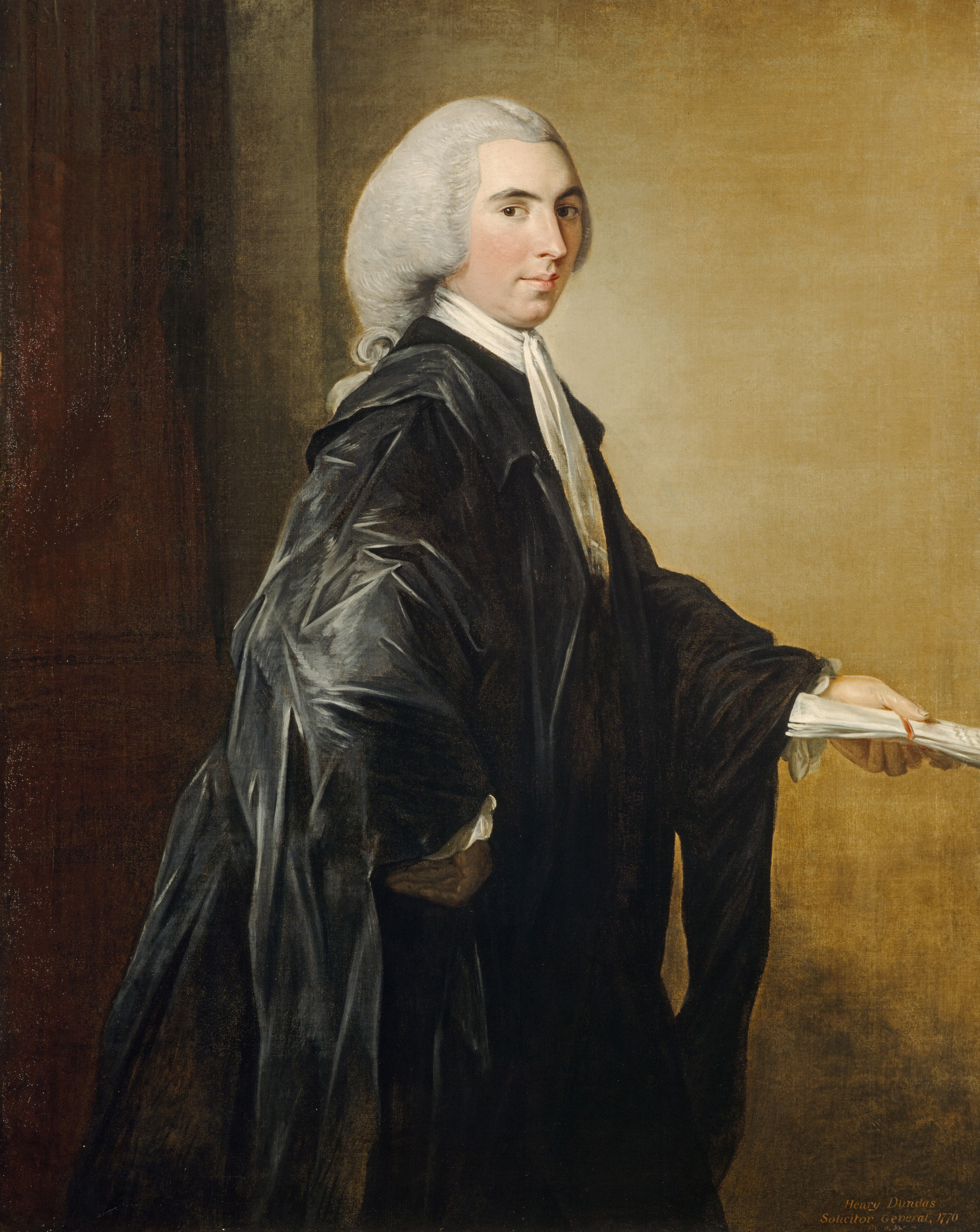
Дандас в молодости

Будущий виконт Мелвилл принадлежал к могущественному шотландскому клану Дандас, многие представители которого были известными юристами. Его отец, Роберт Дандас (1685—1753), шотландский судья, в своё время оказывал значительное влияние на жизнь северного региона страны[страница не указана 1374 дня]. Отец Генри Дандас умер в 1754 году, когда сыну было двенадцать лет. Именно благодаря высокому положению семьи Генри удалось сделать блестящую карьеру[страница не указана 1374 дня]. Его мать, Анна Гордон, вторая жена Роберта, лорда Арнистона, была дочерью сэра Уильяма Гордона. Современники отмечали необыкновенную живость её ума, которую она сохраняла даже в преклонном возрасте. Матери было суждено увидеть сына в зените свой славы; долгое время она переписывалась по политическим вопросам со своим сыном, который тогда находился в Лондоне. Анна Гордон умерла в 1798 году на 93-м году жизни.

### Ранние годы
Ко времени достижения Дандасом возраста гражданского совершеннолетия этот клан был самым могущественным среди «аристократов мантии» (Noblesse de robe). Его сводный брат, например, был лордом-председателем сессионного суда. Именно поэтому Дандас, унаследовавший от матери ум и энергию, а от отца — высокое положение в обществе, по утверждению Фербера не мог не сделать карьеры.
Дандас был крещён 18 апреля 1742 года; после перехода Великобритании на григорианский календарь в 1752 году, он стал праздновать свой день рождения 28 апреля. Он родился в Эдинбурге в «епископальном» доме на Хай-стрит. Место его рождения исследователи его биографии считают знаковым: этот дом называется «епископальным», поскольку являлся резиденцией сент-эндрюсских архиепископов. Изначально Дандас обучался в Королевской высшей школе.
Как только Генри Дандас вступил во взрослую жизнь, он, не имея интереса к ренте, уступил свою часть имения своей сесетре Кристине, поскольку надеялся на применение своих способностей в карьере.
В 1763 году молодой Дандас стал студентом Эдинбургского университета, который успешно окончил в 1765 году. В годы учёбы будущий парламентарий был членом кружка любителей изящной словесности, — именно на этих собраниях юный Дандас, которого товарищи находили весёлым и остроумным, получил свой первый опыт публичного выступления. После окончания университета молодой адвокат занимался юридической практикой. Он участвовал в «деле Дугласов» в качестве адвоката Арчибальда Дугласа, претендовавшего на наследство своего дяди герцога Дугласа, и отсудившего его в конечном итоге. Дело это было настолько скандальным, что разделило и без того крошечную Шотландию на два враждующих лагеря. В 1770 году его имя включили в список обвинителей в деле об убийстве Александра, 1-го графа Эглинтона. В это время Дандас восхищается вигизмом, хотя его взгляды пока неустойчивые.
На собраниях Генеральной Ассамблеи, высшего судебного органа церкви Шотландии, Генри Дандас неоднократно выступал с речами.
В 1766 году, во многом благодаря родственным связям, он стал заместителем лорда-адвоката (генеральным солиситором Шотландии), а в 1775 году сам занял эту должность. Генри Дандас После назначения на должность лорда-адвоката Дандас постепенно отказывается от адвокатской практики, чтобы сосредоточить своё внимание только на государственных делах. Уже будучи пожилым человеком, Генри Дандас имел склонность замечать, что он достиг карьерных высот во многом благодаря лорду Лаудердалю, который выделил его среди других молодых адвокатов. Необыкновенные способности этого представителя старинной шотландской фамилии ещё в начальный период его карьеры отмечали многие современники; так, лорд Камес воздал должное в предисловии к своей книге «Общее и статутное право Шотландии», опубликованной в 1777. Доктор Александр Карлайл утверждал, что причиной выдающихся профессиональных успехов Дандаса являлось его «погружение в личность клиента».
Босвелл, восхищаясь ораторским талантом Дандаса, называя его речь в защиту Джозефа Найта «истинно античным образцом красноречия», утверждал, что напрасно его шотландский выговор считался серьёзной помехой его способности произносить речь в парламенте".

### Начало политической карьеры
В октябре 1774 года Генри Дандас тал членом британского парламента от Мидлотиана. Ранее он был выборщиком этого округа, поддерживая сэра Александра Глимура, ревностного противника торийского правительства лорда Бьюта. В палате общин он выступает за реформирование избирательной системы Шотландии, насквозь коррумпированной. Сам Дандас, по утверждению его биографов, являлся в известной степени беспринципным в политических вопросах.

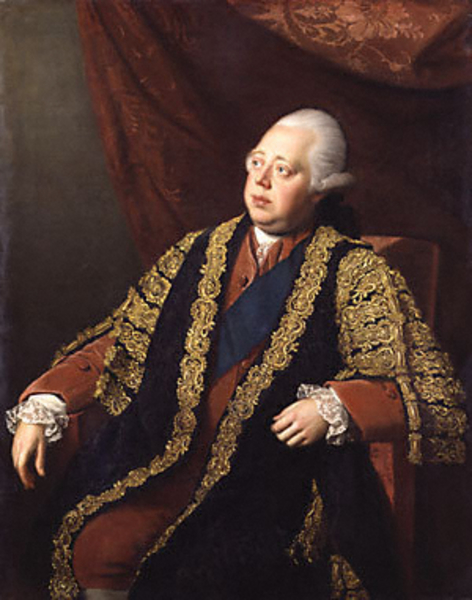
Портрет работы Натаниэля Данс-Холланда (1773)

Как только Дандас стал членом британского парламента, он вступил в яростную и долгую оппозицию к американским бунтовщикам. Его поведение очень не нравилось самому королю, который в феврале 1778 года писал к лорду Норту, что он в ярости от поведения лорда-адвоката. Прекрасно понимая, чем может обернуться немилость короля, Дандас был вынужден уступить.
В 1778 году Дандас поддержал билль об эмансипации шотландских католиков, который вызвал сопротивление общественности, общественные беспорядки, как в Англии, так и в Шотландии. В итоге под давлением общественного мнения Дандас был вынужден оставить идею эмансипации католиков.
В 1781 году произошло событие, которое стало поворотным пунктом в судьбе Дандаса. В этот год членом британского парламента стал Питт Младший, который со всей силой своего красноречия то и дело обрушивал филиппику на войну с американцами. С самого начала Дандас понял, что сын графа Чатэма — это человек будущего, поэтому, несмотря на оппозиционные взгляды по отношению к двадцатилетнему политику, шотландский парламентарий начал искать путь сближения с эим молодым политиком. Будучи шотландцем, он отлично понимал, что ему нет доступа в правящие круги Великобритании, состоящие исключительно из англичан, поэтому Дандас уже тогда понимал, что хорошие отношения с Питтом помогут его карьере.
Впоследствии входил в правительство Фредерика Норта в качестве казначея военно-морского флота. После падения лорда Норта в 1782 году Дандас стал более заметной фигурой на политической арене Великобритании, занимал важнейшие государственные должности в правительствах Шелберна и Питта Младшего.
Когда непопулярного лорда Норта сменил маркиз Рокингем, Дандас был назначен главою комиссии, занимавшейся расследованием злоупотреблений, совершённых британской колониальной администрацией в Индии. Амбициозный политик, он понимал, что это назначение сделает его более влиятельной политической фигурой. 9 апреля 1782 года он выступил с речью, в которой утверждал, что руководители президентств занимаются грабежом и угнетением. Комиссия, которую возглавлял Генри Дандас, сурово наказала провинившихся чиновников.

### Министр правительства Питта
22 февраля 1783, потерпев поражение в палате общин, министерство Шелберна пало. 24 февраля сам Шелберн подал в отставку, посоветовав королю назначить главой правительства молодого амбициозного Питта. Королю понравилась эта идея, однако сам Питт предложение не принял, несмотря на уговоры Дандаса. Дандас считал, что это был "его план, однако, как пишет доктор Холланд Роуз, он не был автором этой идеи. Отказ Питта побудил короля на поиск достойной замены, — король послал за герцогом Портлендским. Новое министерство фактически возглавили Чарльз Фокс и Фредерик Норт. Ни о какой устойчивости этого коалиционного правительство не было речи совершенно. В новом правительстве Дандас некоторое время сохранял только пост лорда-адвоката, тогда как пост казначея флота занял Чарльз Тауншенд.

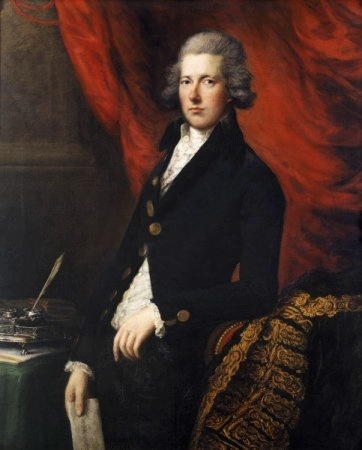
Портрет У. Питта работы Гейнсборо Дюпона (1787)

В августе 1783 года был отстранён от занимаемой им должности лорд-адвоката под давлением Фокса. Между ними обоими давно продолжался конфликт, и Дандас получил слишком высокий пост. что немало раздражало его коллег. Его место занял Генри Эрскин, который после своего назначения, встретившись со своим предшественником в здании парламента в Эдинбурге, заметил полушутя, что собирается заказать шёлковую робу, которая полагается ему по новой должности. Дандас нашёл, что сказать в ответ: едва ли стоило заказывать мантию, когда она понадобится на время; было бы лучше, если бы Эрскин взял на время мантию Дандаса. Фокс внёс в апреле 1783 года билль в палату общин, суть которого заключалась в реформировании управления Индия. Фокс считал совершенно необходимым передать управление индийскими делами в руки специальной комиссии, состоящей из семи человек. Оппозицию законодательной инициативе Чарльза Фокса составил довольно могущественный член правительства лорд Норт. Однако билль благодаря красноречию Эдмунда Бёрка и Чарльза Фокса прошёл в палате общин. В этот момент вмешался король Георг, предписавший лорду Темплю рассматривать пэров, поддерживающих законопроект, как врагов. Вмешательство короля сработало, и 27 декабря пэры не утвердили законопроект. Через некоторое время король сообщил Фоксу и Норту, что оба министры обязаны сдать печати.
Когда правительство Фокса-Норта пало, король послал за Питтом. Уильям Питт принял это предложения без колебаний, однако стал предметом насмешек оппозиции, которая имела большинство в палате общин. В этот момент неопытный премьер столкнулся с большими трудностями, поскольку вигистская оппозиция считала, что новый кабинет скоро уйдёт в отставку. Именно в этот момент поддержка Дандаса, опытного политика, была важна. Кабинету было необходимо привести в порядок финансы, наладить торговые отношения с новой американской республикой. Вопрос об управлении Индией оставался открытым. Виги в этот момент безуспешно пытались вернуть власть. Развязкой оказался горячий спор, имевший место 27 марта 1784 года. Дебаты касались отказа короля уволить его торийских министров. В этих спорах, по мнению Рексала, во всей своей красе проявилось красноречие Дандаса. После этих дебатов Питт объявил о досрочных выборах, которые смели многих представителей оппозиции с парламентской скамьи.
В течение первой половины 1784 года Дандас очень подружился с Питтом. Более того, манеры Дандас, его умение находить общий язык с теми, кто питал неприязнь к Питту было очень кстати.
В августе 1784 года Дандас принял очень важное решение о передаче тех поместий, которые были конфискованы у шотландских аристократов, поддерживавших якобитов, их бывшим владельцам. Это решение способствовало росту популярности Дандаса. В этот период стремительно разлагается родо-племенная клановая система северной горной части Шотландии. Миллионы её жителей в силу жизненных обстоятельств вынуждены были покинуть свою Родину, эмигрировав в Америку. Мера Дандаса был слабой попыткой приостановить этот процесс.

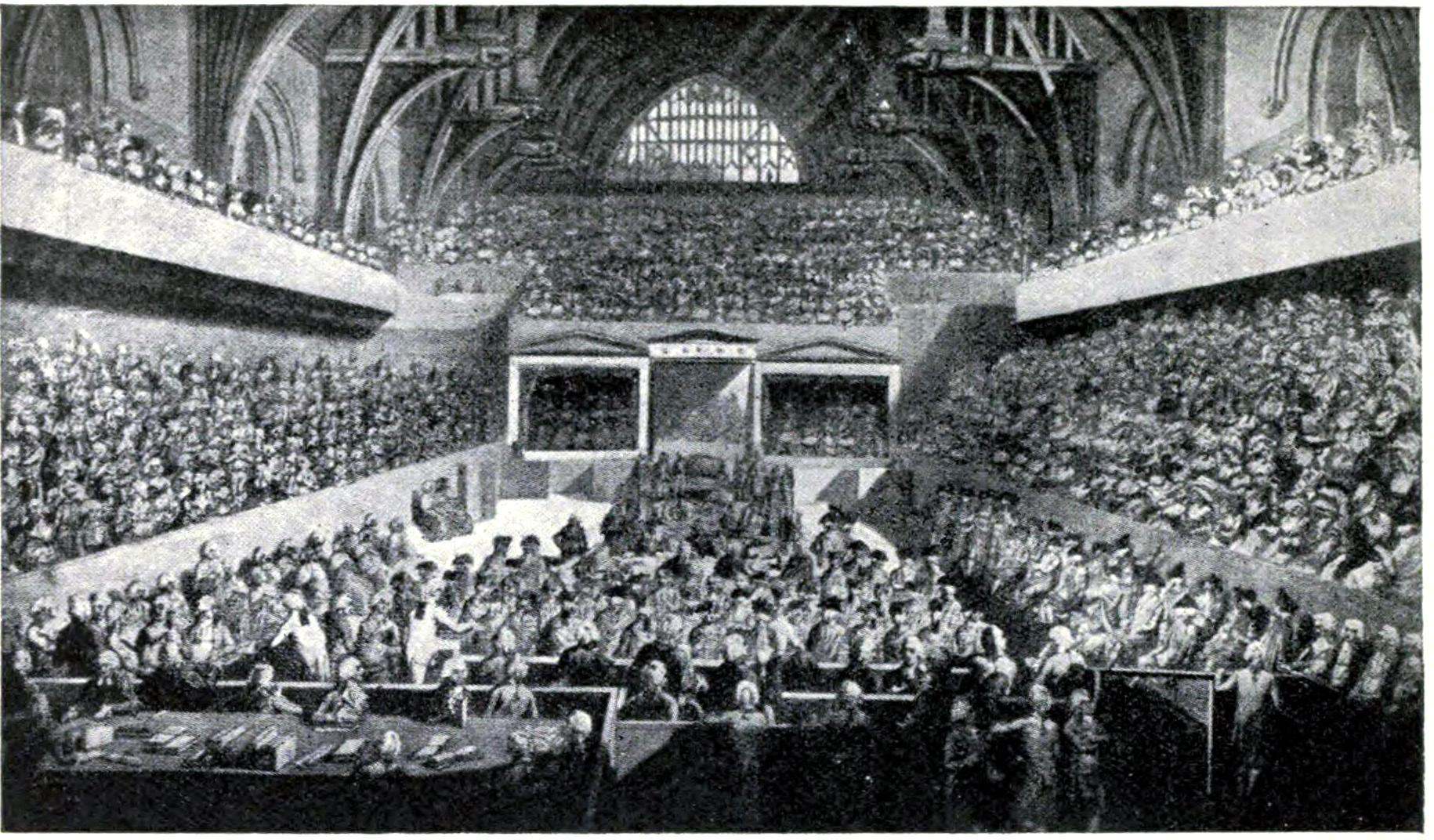
Суд над Уорреном Гасингсом в Вестминстер-холле

В первом правительстве Питта Дандас изначально был государственным секретарём по внутренним делам, потом был назначен на пост секретаря по военным делам (фактически военным министром Великобритании). Уильям Питт неоднократно называл этого человека своим «незаменимым помощником». Оба деятеля были друзьями, что являлось предметом бесконечных насмешек со стороны прессы. В 1786 году снова внёс в парламент законопроект об управлении Индией. Дандас предложил увеличить власть генерал-губернатора, однако встретил мощную оппозицию в лице Эдмунда Бёрка. Бёрк называл предложения Дандаса попыткой установить «турецкую деспотию в британских владениях». Несмотря на такую оппозицию, билль был принят.
Об отношении Дандаса к Уоррен Гастингсу известно следующее. Гастингса люто ненавидели Эдмунд Бёрк и Филипп Фрэнсис. Первую атаку на Гастингса совершил в 1782 году Бёрк, обвинив его в жестокости, проявленной в Рохилльскую войну. Дандас заступился за Гастингса, чего и ждали виги, поскольку ранее Дандас осудил атаку на Рохиллу. В этом его упрекнули оппоненты, однако Дандас сумел выкрутиться, заявив, что он требовал лишь отзыва генерал-губернатора, а не судебного разбирательства. После этого инцидента, по мнению шотландца, Гастингс хорошо справлялся с обязанностями генерал-губернатора Бенгалии. Питт голосовал вместе с Дандасом, и в итоге Бёрк остался в меньшинстве, имея 67 голосов против 119. Следующую атаку на Гастингса совершил Фокс, упрекнув британского наместника в том, что тот наложил огромный штраф на раджу Бенара. Все были удивлены тем, что Питт поддержал Фокса, заявив, что необходимо уменьшить штраф. Дандас не принимал участия в дебатах, однако проголосовал вместе с Фоксом. Палата общин вынесла решение в пользу Фокса, который получил 119 голосов против 79. Такое поведение вызывало негодование у общественности. Говорили, что Питт и Дандас боятся усиления влияния Гастингса. Некоторые исследователи утверждают, что король хотел назначить Гастингса в совет по контролю на место Дандаса. Сам Уоррен Гастингс спустя тридцать лет рассказал историю, суть которой заключается в том, что именно по наущению Дандаса, с которым Питт виделся приватно 13 июня 1782 года, его репутации был нанесён урон.

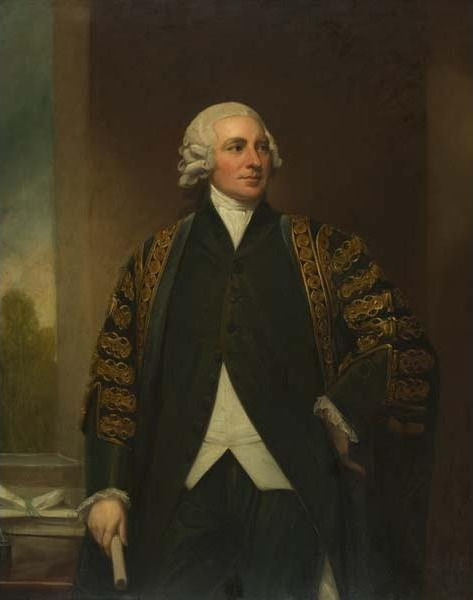
Портрет Дандаса кисти Джорджа Ромни

Третий раз обвинение выдвинул известный политик и писатель Шеридан, которого поддержали члены кабинета во главе с Питтом, В итоге дело дошло до того, что было принято решение об импичменте. В этот момент Бёрку была предоставлена свобода деятельности, однако его решение об участии Филиппа Фрэнсиса в процессе со стороны обвинения было отвергнуто нижней палатой. Как показано в длинном письме к Гренвилю, Дандас не разделял этого мнения.
В 1789 году Дандасу предложили пост председателя Сессионного суда. Политик отверг это предложение, так как был увлечён политической деятельностью в этот момент. Из этого возможно сделать предположение, что Питт в этот момент счёл услуги Дандаса ненужными ему.
В 1788, когда возникла угроза смещения торийского премьер-министра Питта в связи с ухудшением психического здоровья короля, Дандас занял твёрдую позицию, поддержав Питта, несмотря на то, что возможный регент лишил бы Генри Дандаса всех его должностей. Поддержка была чрезвычайна необходима в период этого политического кризиса.
7 фебраля 1789 года сэр Арчибальд Кэмпбелл подал в отставку из-за ухудшающего здоровья. Правление Кэмпбелла и Лорда Корнуоллиса в Индии было временем спокойствия на территории Британской Индии. Однако положение сильно изменилось. Дандас решил назначить начальником Мадрасской провинции генерала Уильяма Медоуза, способного губернатора Бомбея, но совет директоров Ост-Индской компании выступил против этого решения, поэтому утверждение назначения сильно затянулось.
В этот момент у власти в Мадрасе стоял Джон Холланд, который управлял провинцией вместе со своим братом Эдвардом джоном Холландом. В Мадрасской провинции вновь воцарился старый коррупционный режим, которым раньше славилось Мадрасское президентство. Злоупотребления братьев Холланд были столь велики, что лорд Корнуоллис отправил их в Англию, как только Медоуз приступил к обязанностям. Дандас поручил прокурорам совета по делам Индии возбудить уголовное дело против вышеупомянутых лиц. Своё мнение о злоупотреблениях братьев Холланд Генри Дандас изложил в письме к Гренвилю. По-мнению Дандаса все злодеяния совершались при взаимодействии с Кокберном. По мнению Фербера, из письма к Гренвиллю следует, что будущий виконт не был замешан в этом деле. Что касается самих обвиняемых, они избежали суда, эмигрировав в Америку.
Если бы злоупотребления братьев Холланд касались только растрат, то авторитет Мадрасского президентства восстановился бы очень скоро, однако злодеяния братьев вдохновили Типу, султана Майсура, пойти против раджи Траванкора, которого Ост-индская компания была обязана защищать. Так началась Вторая Майсурская война. В парламенте Генри Дандас отстаивал необходимость вести войну против султана. Он хвалил лорда Корнуоллиса за его военные успехи, однако шотландский депутат не был доволен условиями мирного договора между Британией и Майсуром, поскольку считал, что нужно взять Серингапатам и сокрушить окончательно Типу. Во время войны он приветствовал аннексию Карнатика, и очень сожалел, что лорд Корнуоллис имеет намерение посадить на этих землях племенных князей.
Другим важным аспектом деятельности Генри Дандаса было урегулирование сбора налогов. Лорд Корнуоллис настаивал на том, чтобы соглашение о налоговом сборе было постоянном. С ним не соглашалась некоторая часть его коллег. Дандас и Питт, изучив все бумаги, каксающиеся системы налогообложения пришли к выводу, что лорд Корнуоллис совершенно прав.
Дандас не высказывал желания ограничить влияние совета директоров Ост-Индской компании из-за советов маркиза Корнуоллиса. Корнуоллис разделял мнение Дандаса о чрезмерном политическом влиянии совета директоров, однако, по-мнению маркиза, тогда ещё не пришло время для полной ликвидации Ост-Индской компании из политической жизни. В 1792 году Дандас писал к лорду Оукли о том, что в течение восьми лет он не намерен менять управление индийскими делами.
Занимая ключевые посты в британском правительстве, будущий Виконт в 1790-х годах был призван подавлять смятение в Англии, вызванное Великой Французской революцией. Должность секретаря по вопросам войны была создана лишь в 1794 году, тогда как этими вопросами занималось министерство внутренних дел, ведомство Дандаса. Его ведомство также занималось колониальными вопросами, поддержанием порядка в Англии и Ирландии.
Дандас, используя своё высокое положение, неоднократно притормаживал проведение реформ. Будучи самым влиятельным парламентарием от Шотландии, Генри Дандас в 1792 году не поддержал законопроект Уилберфорса об отмене работорговли, аргументируя это тем, что запрет на торговлю рабами может принести большой ущерб британской экономике. Влиятельный политик, стараясь угодить как сторонникам отмены работорговли, так и их противников, выступал за "постепенную отмену работорговли. Так Дандас приобрёл довольно сильного противника в лице аболиционистов. Противники работорговли, изначально надеявшиеся на поддержку влиятельного шотландца, теперь видели в нём только оппонента.

### Дандас и отмена работоргровли
Историки по-разному оценивают роль Дандаса в вопросе аболиционизма. Когда в 1791 году Уильям Уильберфорс подал свой первый иск, Дандас не присутствовал на заседании нижней палаты парламента. Тогда шотландский парламентарий отказался голосовать и комментировать из-за плохого самочувствия. Историк Джон Эрман считает, что к этому моменту Генри Дандас уже стал противником немедленной отмены рабства.
23 апреля 1792 года состоялись дебаты, касающиеся резолюции Дандаса о постепенной отмене работорговли.
Назначение лорда-адвоката на пост лорд-председателя привело к повышению Роберта Дандаса, его племянника и зятя, который занимал пост генерального стряпчего. Он стал лордом-адвокатом в сентябре 1789 года. Он был человеком средних способностей и плохим оратором. В июне 1790 года Гени Дандас передал своё место своему племеннику, тогда как сам стал членом парламента от Эдинбурга.
Поскольку Дандас отказался помогать сторонникам реформы городского самоуправления, за дело взялся небезызвестный Шеридан. С 1787 года по 1792 год он поднимал вопрос о реформе в нижней палате парламента двенадцать раз. В мае 1791 года, когда обсуждалась реформа, Дандас признал, что Шеридан прав по поводу несовершенства системы городского самоуправления..
В 1791 году Дандас, находясь на посту казначея флота, был назначен министром внутренних дел, тогда как его предшественник стал главой министерства иностранных дел..
В качестве министра внутренних дел Дандас сосредоточился главным образом на ирландских проблемах. Разразившаяся во Франции революция имело ирландское эхо. Вопрос об эмансипации католиков стал насущной проблемой, поэтому эту эмансипацию некоторые хотели объединить с грядущей парламентской реформой. Решившись усмирить как северных радикалов-протестантов, нахватавшихся демократических и даже республиканских идей, так и недовольных ирландских католиков, Дандас определённо продвигал расширение избирательного права в католической части острова. Ловкий шотландец проявлял немалую осторожность в этом деле. Изначально его предложение было встречено в штыки правительством Ирландии, поэтому на некоторое время предложение о расширении избирательных прав было оставлено. В конце следующего года положение на континенте было настолько серьёзным, что Дандас снова выдвинул предложение о частичной эмансипации, целью которой было получение поддержки со стороны ирландских католиков. Частичная эмансипация была осуществлена в феврале 1793 года.
В апреле 1793 года в нижней палате британского парламента обсуждалось право Британской Ост-Индской компании на торговую монополию. Торговцы из Ливерпуля и Глазго требовали свободной торговли в регионе. Дандас выступил в защиту монополии, поскольку считал, что реформа только ухудшит настоящее положение дел. По мнению Дандаса, стоило сохранить существовавшую тогда систему, поскольку она работала неплохо. Речь Генри Дандаса, произнесённая в парламенте, получила очень высокую оценку Уильяма Питт. В своей речи Дандас признался, что связан с компанией личным интересом. В конце концов монпольное право компании было продлено на двадцать лет, и вскоре после этого успеха Дандас был назначен председателем Контрольного совета.
23 апреля 1795 года закончился парламентский суд над Уореном Гастингмом. Несмотря на то, что Гастингс был оправдан, он был фактически разорён, поэтому руководство Ост-Индской компании решило возместить материальный ущерб, нанесённый судом, и назначить пенсию в размере 5 000 ₤. Дандас, люто ненавидевший Гастингса пытался этому помешать, однако был вынужден пойти на компромисс: Гастингс все же получил пенсию в 4 000 ₤.

### Война с революционной Францией
В самом начале февраля 1793 года стремительно левеющий национальный конвент, вдохновлённый гневными речами Дантона, объявил Великобритании войну. Дандас, будучи довольно умеренным реакционером, воспринял эту весть негативно. Ещё в ноябре 1792 года он высказывал сомнения о правильности борьбы против французских революционеров. На посту военного министра проявил совершенную некомпетентность: вместо того, чтобы выслать подкрепление в Тулон, английская армия из-за его попустительства умирала от жёлтой лихорадки в Вест-Индии; вместо поддержки роялистов в Вандее, английская армия попусту тратила время, осаждая Дюнкерк. Огромных успехов за всю кампанию не было во многом из-за Дандаса.
Французские плантаторы попросили британские войска занять территорию французской Вест-Индии, чтобы предотвратить бунты рабов. В июле 1793 года Дандас писал Гренвилю, что, поскольку Британия выполняет заметную роль на континенте, некоторое количество иностранных войск должно быть собрано, и все доступные на тот момент армии нужно направить в Вест-Индию. В 1795 году он даже думал о перемещении Шотландской бригады вместе с только что нанятыми германскими подразделениями из Индии на Эспаньолу. Практически все военные авантюры Дандас поддерживал премьер-министр страны.
Дандас решил послать в Бретань и в Вест-Индию те войска, которые должны были быть отправлены в Тулон. Во Фландрии, как ему казалось, деятельное участие не требуется, поскольку основную роль там играют союзники. При поддержки общественного мнения Дандас сделал главной своей целью Дюнкерк, тогда как в Голландии военных успехов не было. Даже когда французы заняли Голландию, Дандас упорно добивался отвоевания этой страны. Британские войска заняли ряд ключевых островов, потерпев поражение на Эспаньоле. В то же самое время восстали мароны на Ямайке, поэтому Дандас отправил туда часть британских войск, однако малочисленность контингента затрудняла успешное ведение боевых действий.
В неудачах, связанных с отправкой военной помощи в Бретань и Пуату, не стоит винить одного Дандаса. Большую роль здесь сыграл военный секретарь Вильям Виндхэм и просьбы эмигрантов. Виндхэм, который пропагандировал идею победы в войне через вторжение в Бретань, постоянно писал Питту и Дандасу. История первой экспедиции, организованной в 1793 году, как и истории других экспедиций, не отличается успехами. В 1793 году Дандас опрометчиво направил войска, не отличавшиеся высокой степенью выучки, в Бретань, тогда как они должны были отправиться во Фландрию и в Вест-Индию. Эти войска под командованием лорда Мойры прибыли во Францию в декабре 1793 года, когда восстание роялистов было подавлено. Два года спустя, когда роялисты готовили новый мятеж, надеясь на помощь правительства Питта, английский кабинет не отправил во Францию ни одного солдата, ограничившись доставкой армии роялистов до Киброна.
Очередная авантюра Виндхэма и Пюизе закончилась полным разгромом в июне 1795 года. Под давлением Виндхэма Питт и Дандас отправили новую экспедицию под началом графа Д’Артуа, однако экспедиция, плохо спланированная Дандасом, была заблокирована на острове Йе, и закончилась отступлением в декабре 1795 года. После этого правительство Питта ограничило свою деятельность набегами на западное побережье. Последняя экспедиция, которую готовил Дандас, закончилась поражение в 1800 году.
Однако военные поражения не поколебали стабильности торийского кабинета, поскольку даже такие ярые критики правительства, как Эдмунд Бёрк поддерживали правительство в войне. В начале лета 1794 года герцог Портленд и его сторонники покинули ряды оппозиции, примкнув к правительству. Генри Дандас не одобрял такое усиление кабинета. В этот момент Питт планировал возродить третий секретариат государства, сделав это ведомство секретариатом по делам войны, чтобы ограничить деятельность будущего виконта сугубо военными вопросами, тогда как министерство внутренних дел должно было бы перейти в руки Портленда.
По мнению Дандаса в новом ведомстве не было никакой нужды, поскольку вопросы войны были в совместном ведении кабинета, однако его мнение не восторжествовало.
Поскольку социальное напряжение возросло, Дандас стал после 1791 года реже посещать Шотландию. В этот момент Дандас оставил все колониальные вопросы. По мнению Голдена Фёербера, Дандас более всего походил на роль укротителя якобинизма, так как он был значительно консервативней даже своего руководителя.
В июле 1791 года в Ноттингеме начались беспорядки, вызванные революцией на континенте. Дандас в этой ситуации проявил решительность, направив из Ноттингема войска.
О ситуации в Шотландии в начале мая 1792 года Дандасу докладывал его ставленник Уильям Хониман, описавший в одном из своих писем к Дандасу покушение на провоста Ланарка. Хониман, будучи соратником Дандаса, приписывал инспирацию этого покушения совершенно всем сторонникам либеральных реформ. В этот момент Дандас был полностью убеждён о том, что нужно издать специальный указ, ограничивающий свободу печати в стране. 9 мая 1791 он написал письмо к Турлоу, лорду-канцлеру, в котором он убеждал министра юстиции в том, что имеет полное одобрение со стороны либеральной реформистской оппозиции. К своему письму он приложил проект прокламации. Он считал, что в прокламации нужно подчеркнуть необходимость жёсткого контроля за подозрительными иностранцами. Двенадцать дней спустя правительство издало прокламацию, которую Дандас рьяно защищал в парламенте, ссылаясь на распространение идей Томаса Пейна, развитие различных политических клубов.
Хотя лорд-провост Эдинбурга писал в июне к Дандасу, что ему всё-таки удалось уменьшить социальное напряжение, однако первому ничего не оставалось, как силою подавить бунты. Несмотря на жёсткую полицейщину реакционного правительства возмущение не прекращалось в Шотландии на протяжении всего лета. Позднее в июле голод и огораживания в Хайленде вызвали ещё большее брожение. Ситуация особенно обострилась в Росшире 31 июля. Руководитель графства писал к Дандаса, что революционный народ готов жечь дома собственников, которые совершенно беззащитны перед ними. Он просил помощи в виде штыков и сабель, и в итоге Генри Дандас приказал лорду Адаму гордону, командующему английскими войсками в Шотландии отправиться на север и держать войска, дислоцированные в Англии, в готовности к маршу. Через несколько дней беспорядки прекратились, поскольку, по мнению лорда Гордона, они касались преимущественно вопросов огораживания, что вышеописанное брожение не имеет никакой политической окраски. В августе того же года Дандас начинает посылать провокаторов в ряды революционеров. Свою мать, которой тогда было 87 лет, он убеждал не посещать магазины, поскольку эта старая реационерка может разгневаться при виде крамольной литературе. В начале октября 1792 года Генри Дандас, зная о готовящемся покушении на себя, посещает Шотландию, останавливается в замке Мелвилл. 14 октября 1792 Дандас отправляет в Лондон письмо, в котором настаивает на том, чтобы правительство принимало срочно серьёзные меры против революционных обществ, которые поднимают Шотландию на бунт.
Все вышеперечисленное оказывало негативное влияние на здоровье политика. В это время в Шотландии революционные идеи распространялись сильнее, чем в Англии. Эдмунд Бёрк, который был одним из главных критиков идеи Французской революции, назвал положение, сложившееся в «царстве» Дандаса, критическим. В 1791 году в Абердине, Перте, Данди было сожжено чучело Дандаса. В июле 1792 года, когда праздновался день рождения короля, в Эдинбурге вспыхнуло восстание; на дом лорд-адвоката Шотландии было совершено нападение. Ситуация была настолько критическая, что радикалы присылали в британское министерство внутренних дел письма с угрозами, именно поэтому Дандас, совместно со своим племянником, который занимал должность лорда-провоста был вынужден применить силу. В Абердине, Перте, Данди недовольные граждане сжигали чучела Дандаса. В 1793 году прошли процессы над Томаса Мюиром и священником Палмером. В 1794 году та же участь постигла Скервинга, Маргаро и Джеральда. Свирепство судей сделало этих лиц героями в глазах общественности. Коллеги Дандаса по парламентской скамье рьяно порицали его за его чудовищную репрессивную политику.
В июле 1794 годы в правительство Питта вошли виги-аристократы, поэтому внутренними делами королевства стал заведовать герцог Портлендский, которому Дандасу уступил поле деятельности, оставив за собою военные и колониальные вопросы. Дандас был бы рад дать дорогу Портленду, однако его задело пренебрежение своими чувствами со стороны своего руководителя друга, поэтому сам Дандас решил выйти в отставку. Эта новость очень огорчила Питта, который стал упрашивать Дандаса не оставлять службу. Когда Генри Дандас отверг предложение Питта, последний отправился к королю, чтобы получить письмо, в котором сам король бы настаивал на вышеизложенном. Отправившись с этим письмом к Дандасу, Питт за обедом упрашивал своего шотландского соратника. В итоге Дандас пошёл на уступки.
Проводя репрессивную политику, Дандас способствовал объединению всех консервативных писателей. Особенную поддержку получила реакционные газеты Edinburgh Herald b Caledonian Mercury, однако население Шотландии к концу столетия в связи с политикой Дандаса стало всё более с симпатиями смотреть в стороны революционных вигов. В 1795 году, когда парламент рассматривал ряд законопроектов, урезывающих свободу слова, против Дандаса выступил сэр Генри Эрскин, председатель шотландской коллегии адвокатов. В 1796 году Дандас решил ему отомстить, повлияв на перевыборы председателя коллегии, и, соответственно, Эрскин проиграл выборы, уступив место Роберту Дандасу. Этот случай вызвал общественное недовольство, и Дандаса высмеял знаменитый поэт Роберт Бёрнс в одном из своих стихотворений.

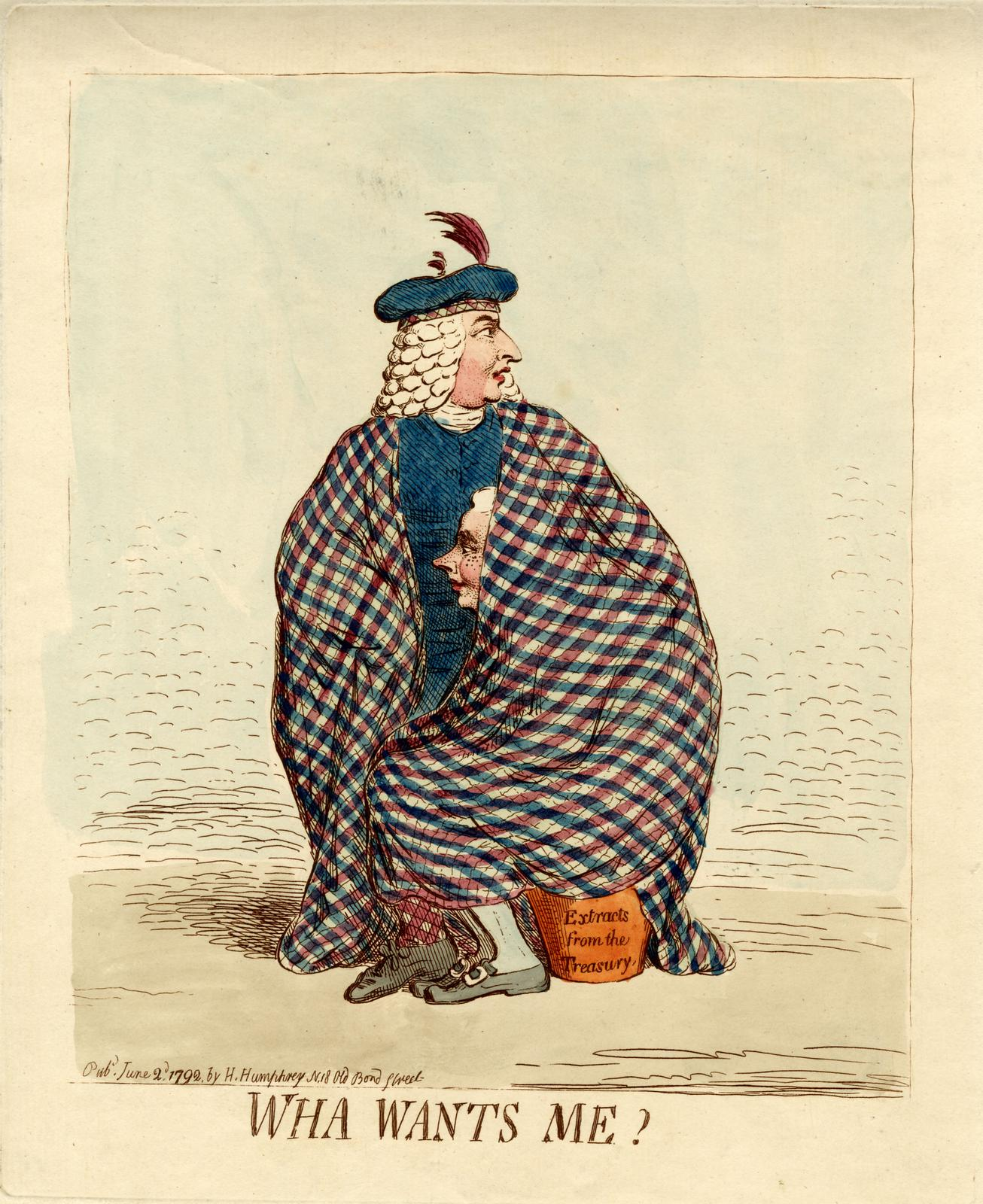
Карикатура на Дандаса и Питта

Несмотря на то, что Дандас проявил некомпетентность, находясь на посту военного министра правительства Питта, совершенно не возможно назвать его недальновидным стратегом, поскольку довольно рано понял, что мыс Добрый надежды имеет ключевое положение со стратегической и коммерческой точки зрения. В 1797 году он заявил лорду Спенсеру, что Капская колония — ключ к торговли с Индией и Китаем. Генри Дандас называл Капскую колонию своим «любимым ребёнком». Когда лорд Маккартни был назначен первым британским губернатором колонии, Дандас назначил его секретарём Эдварда Барнарда, мужа леди Энн Линдси, шотландской писательницы. Сам Дандас поддерживал с Линдси хорошие отношения; после развода со своей первой женой и до своей второй женитьбы он был частый посетитель дома леди Линдси, только благодаря настойчивости которой министр правительства Питта продвинул её мужа. Поскольку лорд Маккартни не брал свою жену с собой, леди Энн Линдси был де-факто первой леди Капской колонии. Генри Дандас хорошо понимал, что британское правление не нравилось правящим кругам Капа, поэтому обаяние Линдси было в данном случае бесценно. Дандас поручил жене Барнарда заручиться доверием голландцев, насколько это возможно, писать ему обо всем, как оно есть на самом деле Леди Энн написала к Дандасу огромное количество писем, освещающих тогдашнее положение колонии.
Два последних года общественную жизнь Великобритании занимал вопрос об унии с Ирландии. Питт видел в ней конец бюрократической неразберихи. чтобы заручиться поддержкой католиков лорд Корнуоллис, тогдашний лорд-лейтенант Ирландии предложил эмансипировать католиков. Поскольку Генри Дандас был главным симпатизантом к католикам, он поддержал предложение, находя противоречие между католическим большинством Ирландии и протестантским парламентом болезненной проблемой. В своём обращении к членам британской палаты общин Дандас говорил о том, что уния с Ирландией пойдёт на пользу самой Ирландии, поскольку Шотландия, объединившаяся с Англией в 1707 году, вопреки противникам унии, типа шотландского лорда Белховена.
10 июня 1800 года он был назначен хранителем Малой печати Шотландии. С этого момента Дандас начинает тяготиться своими обязанностями. Его здоровье значительно ухудшилось под их невыносимым бременем. Сэр Джон Синлер пишет, что он имел ночную беседу с Генри Дандасом в последний день 1795 года. Наутро он явился в комнату к Дандасу, чтобы пожелать ему счастливого Нового Года, как положено по шотландскому обычаю. Дандас ему ответил, что надеется, что будущий год будет счастливее предыдущего, ибо в прошлого не было для него ни одного счастливого дня. В апреле 1800 года Дандас писал к Питту, чтобы тот его освободил от обязанностей военного министра. В этом письме, как и во многих других своих письмах, Дандас жаловался, что потерял способность нормально спать, что его целые сутки беспокоят.
Другой важной причиной, подтолкнувшей Дандаса к таким речам, стала некоторая утрата влияния на Питта в последние два-три года века. Историки утверждают, что дружба между двумя деятелями оставалась нерушимой до самой смерти Питта. Постепенно же Дандас начинал падать в глазах Питта. Главной причиной потери влияния было продвижение Гренвилля, которого Питт назначил министром иностранных дел. В 1797 году Каннинг и лорд Малбсберри отмечали, что Питт относится к Гренвиллю с большим почтением. В 1799 году Дандас стал предметом шуток со стороны своих коллег по администрации. В одном из своих писем к Гренвиллю Питт высмеивал малообразованность Дандаса в области грамматики и географии.

Однако Дандас категорически отвергал принятие пэрства, поскольку, как он писал в 1798 году к лорду Минто, пэрство означало для него по сути отставку. В 1800 году Питт освободил уставшего сановника от руководства казначейством флота и совета контроля. Руководство Ост-Индской компании предложило Дандасу пенсию в 2 000 ₤, однако он отказался от предложения. Однако в то же время он дал понял, что, если пенсия будет назначена его жене, которая значительно моложе его, он согласится на это предложение. В итоге пенсия была назначена его жене.

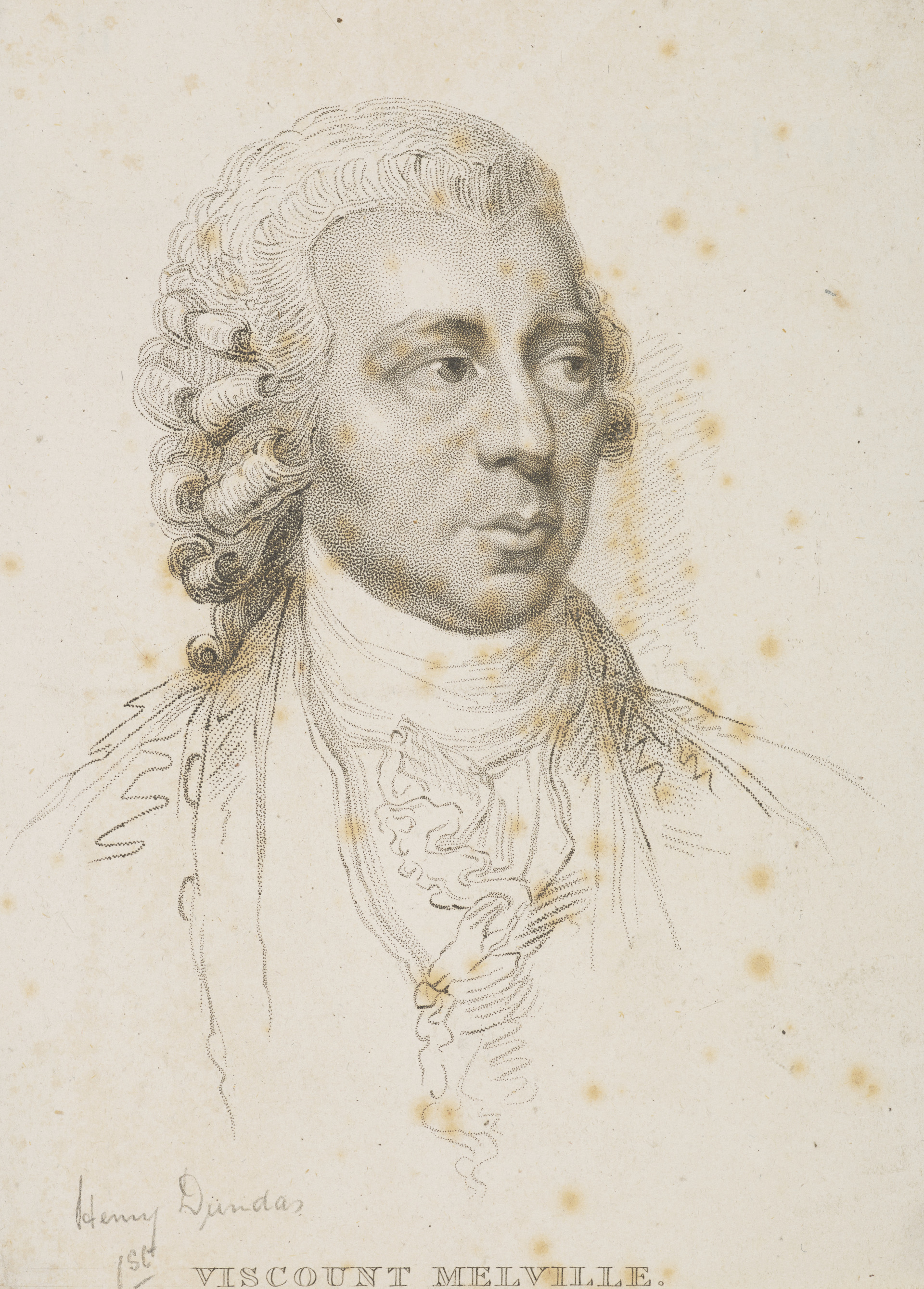
Портрета виконта Мелвилла

Перед падением долгого министерства Питта Дандас получил свои последние лавры благодаря успешной военной операции Ральфа Эберкомби в Египте. Впоследствии Дандас любил вспоминать, как сам король Георг пригласил его на завтрак в Уимблдоне после вышеописанного. Король предложил тост за «министра, спланировавшего успешную египетскую операцию, хоть и имевшего смелость выступить против короля».
Отставка Питта в 1801 году повлекла за собой и отставку Дандаса. В отличие от своих бывших коллег по министерству данный деятель не вступал в сколько-нибудь серьёзную оппозицию по отношению к новой власти. Удалившись, на первый взгляд, от политики, Лорд Мелвилл совсем не собирался терять своё влияние на политическую жизнь страны. Его политические эпигоны считали, что с уходом Дандаса из национальной политической жизни наступит конец света. Когда же он вышел в отставку, в Шотландии началось, как пишет лорд Брогхэм, великое беспокойство. Летом 1801 года его голову посещали мрачные мысли, поскольку его очень беспокоили условия мирного договора с Францией. Он признавался в письме к лорду Гренвилю, что единственное его утешение есть убеждённость в том, что он не доживёт до результатов этой «сделки».
Дандас стремился поддерживать дружеские отношения с Аддингтоном, и, когда Гренвилль стал поносить условия мирного договора в парламенте, Дандас выступил в защиту Амьенского мира, назвал сторонников Гренвилля кликой. Именно так закончились дружеские отношения между ним самим и Гренвиллем, которые они поддерживали на протяжении двадцати лет.
Своей работой от имени правительства во время избирательной кампании 1802 года Дандас заслужил титул виконта. Ещё при администрации Питта, в её самые тяжёлые времена, он жаловался, что его заслуги не признают. То Генри Дандас считал, что за свои труды ему необходимо пожаловать титул лорда. Приняв от Аддингтона пэрство, новоиспечённый пэр вызвало недовольство Питта, который в одном из своих писем отмечал, что не помнит, чтобы Дандас, будучи членом его кабинета, когда-либо зарекался о пэрстве.
Через три месяца после того, как Дандас стал членом палаты лордов, Аддингтон обратился к нему с просьбой. Премьер-министр предложил своему предшественнику сформировать новый кабинет, в котором он сам совместно с Дандасом и Питтом будет руководить через лорда Чатэма, брата Питта, которого хотели сделать номинальным главою кабинета.
В марте 1803 года по просьбе главы правительства он пишет письмо своему старому другу Питту, в котором просит его согласиться на министерскую должность в правительстве Аддингтона. В этот момент Питт находился в замке Уолмер. Дандас прибыл туда воскресным утром 20 марта 1803 года. Мелвилл даже полностью не изложил предложение премьер-министра, поскольку и так было понятно, что человек, семнадцать лет успешно управлявший огромной империей, не согласится на пост государственного секретаря. На следующей день Питт всё-таки выслушал предложение полностью, затем дал отрицательный ответ.
В это же время Мелвилла обвинили в присвоении денежных средств: была создана специальная комиссия, расследовавшая его преступную деятельность на посту казначея флота ещё при Норте.

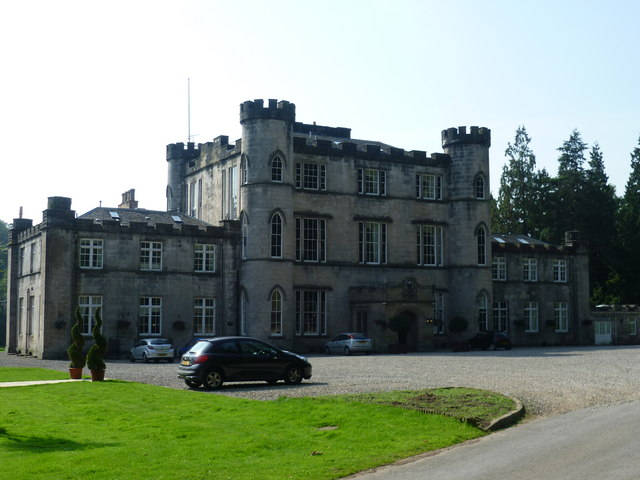
замок Мелвилл, резиденция Дандаса

В 1803 году Великобритания снова объявила войну Франции. Кабинет Аддингтона оказался неспособным сколько-нибудь подготовить страну к войне. Нежелание правительства что-либо делать побудило Питт добиться руководящей должности. Положение правящего кабинета стало ещё более шатким, когда король снова заболел в середине февраля 1803 года. Тогда так называемые «друзья Принца Уэльсского», из которых наиболее значительными фигурами являлись Фокс и лорд Мойра, уже надеялись встать во главе правительства. В этот момент Питт поручает своему соратнику узнать истинные намерения лорда Мойра. 22 марта 1804 года Дандас через Чарльза Хоупа, лорда-адвоката, узнаёт о том, что Мойра считает короля тяжело больным. Питт, получив это известие, сообщает Мелвиллу, что Гастингсу не может быть веры. 29 марта 1804 года Питт писал Мелвиллу, что ему очень нужна поддержка в политическом выступлении против Адиингтона. Генри Дандас позже уведомил Питта о том, что его готовы поддержать, как минимум, 26 членов парламента от Шотландии.
10 мая 1804 года года он выступает в нижней палате британского парламента с обличительной речью. Поскольку положение старого кабинета было очень тяжёлым, Аддингтон незамедлительно сдал печати королю. Последний без промедления вручил их Питту. 15 мая 1804 года виконт Мелвилл был назначен первым лордом адмиралтейства. Его предшественник, лорд Сент-Винсент хоть и был выдающийся адмирал, хозяйством управлять не умел, поэтому как только Дандас вступил в должность, он обнаружил, что положение вещей в ведомстве неудовлетворительное. Он обнаружил, что только 81 линейный корабль находится в исправности. Новый руководитель военно-морского ведомства считал эту цифру неприемлемой, поэтому он поставил цель увеличить это число. В особенности Дандас заботился о том, чтобы у кораблестроителей были все необходимые материалы. Генри Дандас приложил огромные усилия, и, когда в мае 1805 года он обратился с речью к лордам светским и духовным, стало известно, что 168 кораблей, которых ранее не было вообще, сейчас в состоянии боевой готовности.
На протяжении почти тридцати лет Дандас играл огромную роль в жизни своего родного края. Его даже называли «некоронованным королём Шотландии», шотландским «Гарри IX», «Великим тираном» и «Великим управляющим».

### Импичмент

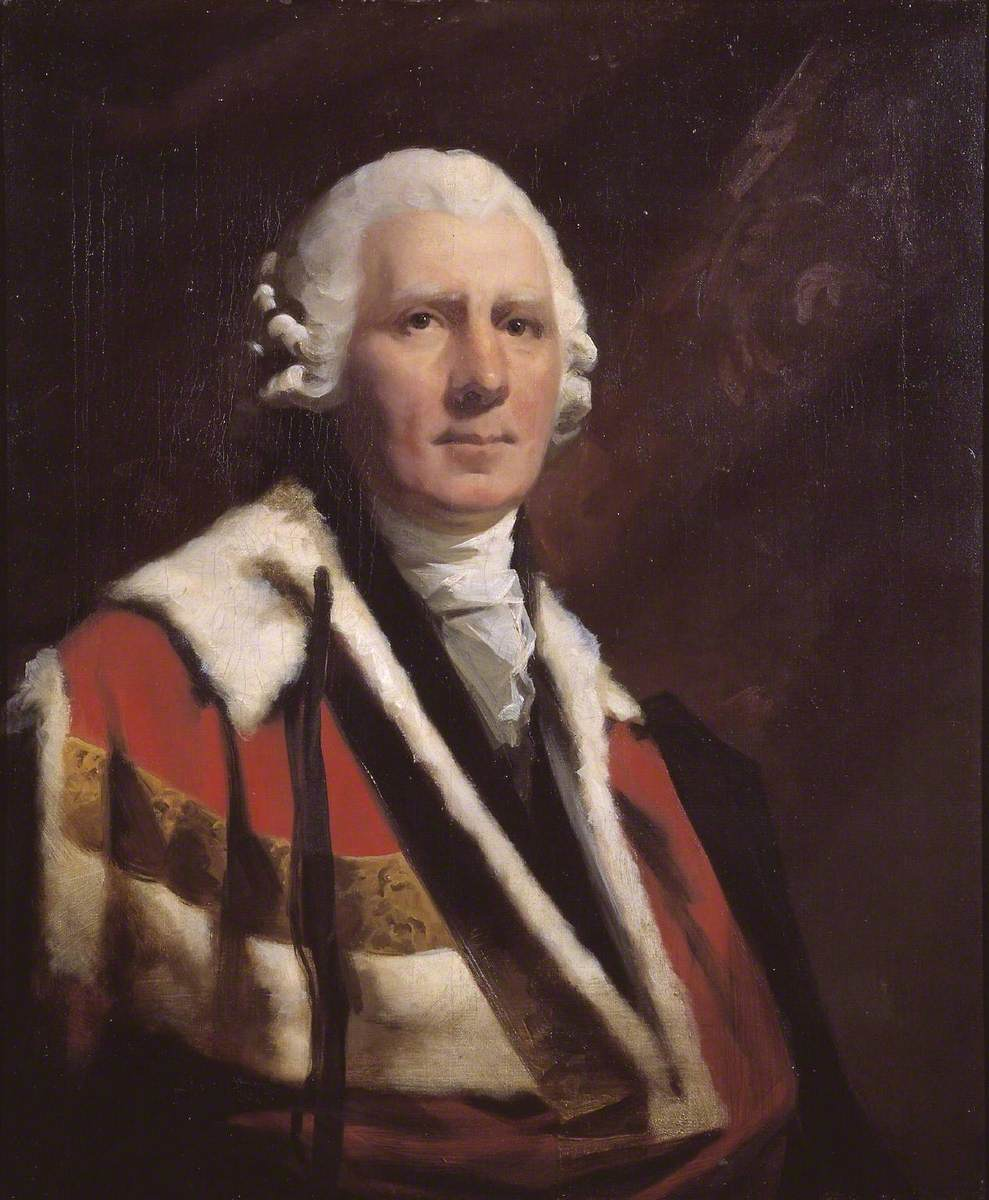
Портрет виконта Мелвилла кисти Томаса Реборна

Ещё до того, как Дандас стал руководителем британского адмиралтейства, распоряжением кабинета Аддингтона была назначена специальная комиссия по расследованию его коррупционной деятельности. Эту комиссию возглавил лорд Сент-Винсент, предшественник лорда Мелвилла. В комиссию вошли ещё пять человек, которые были уполномочены допрашивать свидетелей. В феврале 1805 года комиссия опубликовала специальный отчёт, в котором говорилось, что некто Александр Троттер, руководитель финансового ведомства ВМФ, занимался спекуляциями. В 1795 году Троттер снял со счёта банка Англии 1 млн фунтов и переложил на свой личный счёт в Кутс-банк. В отчёте говорилось, что виконт Мелвилл содействовал принятию парламентского акта 1785 года, согласно которому жалование казначея флота увеличивалось вдвое. Однако комиссия признала, что эти финансовые махинации Троттера не принесли значительного ущерба государственному бюджету Великобритании. Комиссии также было известно, что пост казначея флот был всего лишь синекурой, поскольку сам казначей не заведовал финансами, лишь случай от случая совещаясь с руководителем финансового ведомства ВМФ. Однако комиссия выдвинула несколько обвинений Дандасу: во-первых, он защищал Троттера; во-вторых, он занимал деньги у Троттера, и эти деньги по всей видимости являлись государственными средствами; в-третьих, он переводил государственные средства, предназначенные для флота, в другие правительственные организации .
Репутация Дандаса была уничтожена этим докладом, поскольку весть о нём дошла даже до Наполеона, который писал, что данный доклад свидетельствует об аморальности и коррумпированности правительства Питта. Главным обвинителем Дандаса в нижней палате парламента был Сэмуэль Уайтбред. Однако один лишь доклад не был хорошим доказательством коррупционной деятельности Генри Дандаса, а многие бумаги, содержащие ценные сведения о финансовом состоянии казначейства флота, как писал сам виконт Мелвилл 30 июня 1804 года к членам комиссии, были им уничтожены. Он уверял членов комиссии, что все существующие на момент отставки финансы он передал в ведомство своего преемника. Раскрыть переводы денежных средств из одного ведомства в другое Дандас не мог, не раскрыв государственной тайны. Этот аргумент противники Дандаса сочли отговоркой, утверждая, что виконт крепко держался за должность казначея, несмотря на огромный объём работы .
Десятый доклад комиссии не давал никаких веских улик для врагов Дандаса. Они не могли доказать, что огромные суммы были задействованы в махинациях. Самой весомой уликой было то, что Дандас признал что разрешил Троттеру размещать некоторые суммы в Куттс-банке на короткий промежуток времени. Однако это признание не удовлетворило Уайтбреда, поскольку Дандас не нарушал статута, согласно которому государственные деньги должны были держаться в банке Англии.

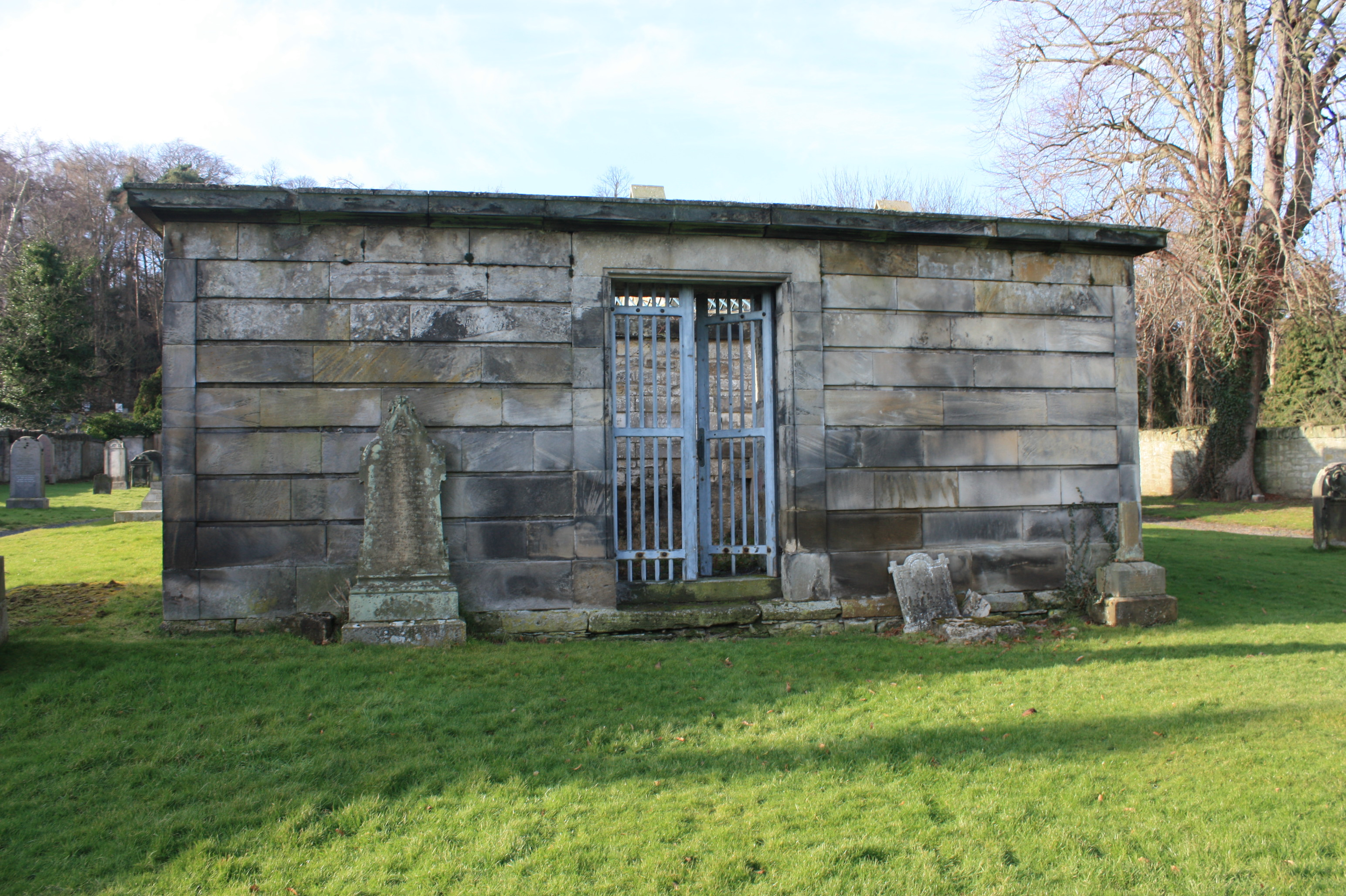
Фамильный склеп Дандасов

8 апреля Уайтбред ходатайствовал о принятии одиннадцать решений, в которых Дандас признавался виновным. Кабинет в качестве контр-предложения предложил парламентариям назначить специальную следственную комиссию. С другой стороны, против Мелвилла выступил Чарльз Джеймс Фокс, его старый политический противник. В тот же день Аддингтон предложил снять виконта с поста руководителя адмиралтейства. Питт отказался уволить Дандаса, поскольку считал его совершенно невиновным.
Нижняя палата парламента ожидала выступления Уилберфорса, мнение которого было весьма весомым. Сам Уилберфорс до последнего тянул с решением, однако ночью он встал с конца казначейской скамьи, чтобы произнести речь. Когда он повернулся к председателю палаты он заметил, что Питт внимательно его слушает. В своей речи к парламенту Уилберфорс признал, что весьма удивлён коррумпированностью экс-министра. Утром в четыре часа палата Общин стала голосовать. Голосов «против» и «за» было равное количество: 216 с одной стороны, и столько же с противной. В итоге спикер, который очень побледнел из-за нервного напряжения, проголосовал против Дандаса.
После пасхальных каникул парламентские заседания возобновились, и Уайтбред спросил Питта, собирается ли последний советовать королю удалить Дандаса из Тайного совета. Питт ответил, что отставка Дандаса является достаточной мерой. В итоге под давлением своих противников Дандас оставил оставил членство в Тайном Совете Великобритании. В эти дни Дандас очень хотел укрыться в Дунире, но он ожидал доклада комитета по расследованию, который был сформирован 30 апреля 1805 года. В конце мая этот документ был опубликован, поэтому, имея новый материал Уайтбред просил импичмента. Комиссия допросила премьер-министра, который признал, что по предложению Дандаса были выплачены государственные средства в размере 40 000 ₤ обанкротившейся фирме Boyd & Co. Однако это была вынужденная мера, поскольку банкротство этой фирмы в середине 90-х годов 18-го века вызвало бы банкротство всего лодонского Сити. Выяснилось также, что другие 20 000 ₤ были переведены в ведомство другого правительственного учреждены. Ещё 10 000 ₤ были заняты и возмещены без процентов в 1786 году, когда Троттер не зведовал финансами флота. В докладе утверждалось, что Дандас занимал у финансового ведомства флота около 23 000 ₤, отдавая долги без процентов. Все займы были выплачены Дандасом в 1803 году. .
После публикации этого доклада виконт спросил разрешение выступить перед палатой Общин в свою защиту. Речь он произнёс 11 июня 1805 года. В своей речи он говорил о том, что во время его руководства казначейством через само финансовое ведомство прошло в общей сложности сто двадцать млн фунтов стерлингов. Он отрицал свою причастность к финансовым спекуляциям Тоттера. Престарелый виконт заявил, что впервые обратил внимание на Троттера, когда последний установил факт ограбления матросов. Во время своей оправдательной речи Дандас имел неосторожность усомниться в беспристрастности своих коллег-парламентариев. Таким образом, начался импичмент.
В июле 1805 года парламентская комиссия допрашивала свидетелей. На допрос были вызваны подчинённые Дандаса и Троттера, сам Томас Кутс и другие большие бонзы. Их показания раскрыли всю систему тоттеровских финансовых спекуляций государственными средствами. Томас Кутс порекомендовал Питту назначить Троттера управляющим финансами флота. Как только Троттер стал руководить финансами, он стал практиковать переводы государственных средств в банк Кутса, в руководстве которого состоял Кутс Троттер, брат этого чиновника. Однако Троттеру не удалось развернуться до 1790-х годов.
Схема Троттера состояла в том, что он выплачивал огромные денежные средства в раздробленном виде третьим лицам, как будто бы это были его собственные деньги. Эти третьи лица отдавали ему деньги с процентом, и имели обыкновение спекулировать государственными ценными бумагами. Он распоряжался огромными суммами через посторонние организации. Клерки казначейства флота также объяснили, что об этой схеме знало всё учреждение, хотя задержек по платежам во флоте никогда не было, за исключением некоторых задержек в 1790-х годах. Стало известно также, что Троттер особо нуждающимся морякам выплачивал жалование из собственного кармана. Сам Троттер не отрицал вовсе переводов в Кутс-банк. Когда он шёл в Кутс-банк, чтобы положить в него деньги в размере 1 млн фунтов стерлингов, которые он снял со счёта в банке Англии, он показал чек своему другу Энсли, которого случайно встретил на улице.
Однако никаких прямых доказательств об участии Дандаса в подобного рода предприятиях Уайтбред так и не нашёл. В 1800 году к Кутсу явился Дандас, который, как установило следствие, попросил у банкира кредит в размере 13 000 £. Кутс выдал ему кредит, тогда как Дандас обязывался выплачивать Кутс из своего жалования. Позже Дандас выплатил 9 000 £ из брачного договора своего сына. Все основные свидетели, представшие перед судом, утверждали, что Дандас не мог не знать о том, что происходит в его ведомстве, однако Кутс и Троттер сказали, что спекуляции такого огромного масштаба они держали в тайне от него, поэтому он узнал об этих спекуляциях только тогда, когда был опубликован т. н. «Десятый доклад».
Самое веское обвинение, однако, совершенно не касалось Троттера. Служащие управления флота дали показания, согласно которым до 1786 года, то есть до того момента, когда Троттер стал заведовать флотскими финансами, государственные средства использовались для покупки правительственных ценных бумаг. В управлении флота создалось впечатление, что Троттер и Дандас сговорились.
Поскольку судебное разбирательство затягивалось, общественное мнение всё более склонялось на сторону виконта Мелвилла. Однако Дандас получил серьёзный удар в виде смерти своего старого друга Уильяма Питта. Лорд Абердин навещал виконта в начале 1806 года, и, по его словам, горе Дандаса было очень тяжёлым.
Слушания по делу Мелвилла начались 29 апреля 1806 года в верхней палате британского парламента. Дандас вёл себя достойно, хотя, по словам лорда Минто, был бледен. Его адвокатами были Пломер, Гобхаус и Уильям Эдем, его старый политический противник. Сторону обвинения представляли Пиготт и Ромилли. Пэры оправдали Дандаса 12 июня 1806 года. Вместе с Дандасом был оправдан и Троттер.

### Последние годы жизни
И всё же судебное разбирательство в значительной степени было ударом по репутации Мелвилла — это означало, что политическая карьера виконта фактически завершена. Тем не менее, Генри Дандас не потерял интерес к общественной жизни, продолжая следить за ходом политических событий в стране. В 1807 году заметно постаревший виконт снова стал членом Тайного совета, но никакой существенной роли в нём не играл. В 1809 году Мелвиллу был предложен титул графа, но Дандас отказался по неизвестной причине.
Оправдание Дандаса вызвало возмущение преимущественно в среде вигов. Лорд Холланд сказал, что в палате общин дело не рассматривалось должным образом. Он пишет про поведение пэров в этот момент в своей обычной манере. Холланд отмечает, что лорд Эрскин не знал порядка процедуры, что лорд Элленборо был несдержан. Он пишет, что лорды Спенсер и Гренвиль отсутствовали длительный период, что эти пэры так поступили, чтобы сторонники Дандаса имели выгодные позиции при голосовании.
В Шотландии сторонники Дандаса были очень довольны его оправданием. В честь Дандаса была устроена иллюминация в Эдинбурге. Джон Клерк, прокурор, придерживающийся либеральных политических взглядов пытался помешать устроению иллюминации. Он писал лорду-провосту Эдинбурга, что данное общественное мероприятие вызовет беспорядки, за инспирацию которых будут нести ответственность глава города и городской совет. 27 июня 1806 года был дан публичный обед в честь опрадания виконта. Именно по поводу этого обеда Вальтер Скотт написал песню, которую спел Джеймс Баллантайн. Позже он очень пожалел о том, что сочинил песню, в которой восхвалялся Дандас и принижались виги, среди которых у него было немало друзей.
Виконт Мелвилль не позволил импичменту разрушить свою политическую карьеру. Сразу же после оправдания он как член британской верней палаты парламента оппонировал назначению лорда Лодердейля на пост британского наместника в Индии. Несмотря на то, что никакой правительственной должности он не замещал, ему удалось восстановить свою былую репутацию. Во время выборов в 1807 году он продемонстрировал хорошее практическое знание британской политической жизни. Когда герцог Портленд формировал в том же году свой кабинет, из уважения к виконту одним из членов нового правительства был назначен Роберт Дандас, сын престарелого виконта.
Корреспонденция Мелвилла свидетельствует о том, что в течение года после суда он оставался де-факто наместником короны в Шотландии. В 1809 году Спенсер Персиваль предложил ему титул графа, но получил отказ. Ходили слухи, что в том же году он снова возглавит британское адмиралтейство. Джордж Каннинг высказывался против тех, кто оппонировал этому предложению. 14 июня 1810 года виконт Мелвилл последний раз выступил с речью в верхней палате парламента.
20 мая 1811 года умер Роберт Блэр, близкий друг Дандаса. Дандас, находящийся в Дунире, отправился в Эдинбург, где должны были состояться похороны Блэра. 27 мая Дандас останавливается в доме своего зятя, у которого ужинает и проводит вечер. Мелвилл был подавлен смертью Блэра. Он боялся похорон, которые были назначены на 28 мая. Виконт рано ушёл в свою комнату, решив посвятить вечер корреспонденции. Умер Генри Дандас, виконт Мелвилл, 28 мая 1811 года. Он был похоронен в небольшой церкви в Лотиане.

### Историография
После смерти лорда Мелвилла его слава, как отмечает Фербер, была столь велика, что его почитатели решили тотчас же написать биографию виконта. Сын его, опасаясь, что вскроются неудобные для него факты, отказался помогать в составлении биографии проворовавшегося министра. Сто с лишним лет его корреспонденция, как следствие, не была опубликована, хотя её и изучал в 1850-х гг. Лорд Махон, которого, однако, интересовали преимущественно письма Уильяма Питта.
Ловат-Фрейзер, написавший книгу о Дандасе, вышедшую в 1916 году, писал, что без скрупулёзного изучения личных бумаг замка Мелвилл совершенно невозможно написать сколько-нибудь полную биографию деятеля.
Ловат-Фрейзер склоняется к мнению, что Дандас сыграл более регрессивную роль, чем прогрессивную в истории страны, поскольку по-мнению, Ловата-Фрейзера, именно репрессивная политика Питта и Дандаса сделала Шотландию оплотом Либеральной партии Великобритании.

## Личная жизнь

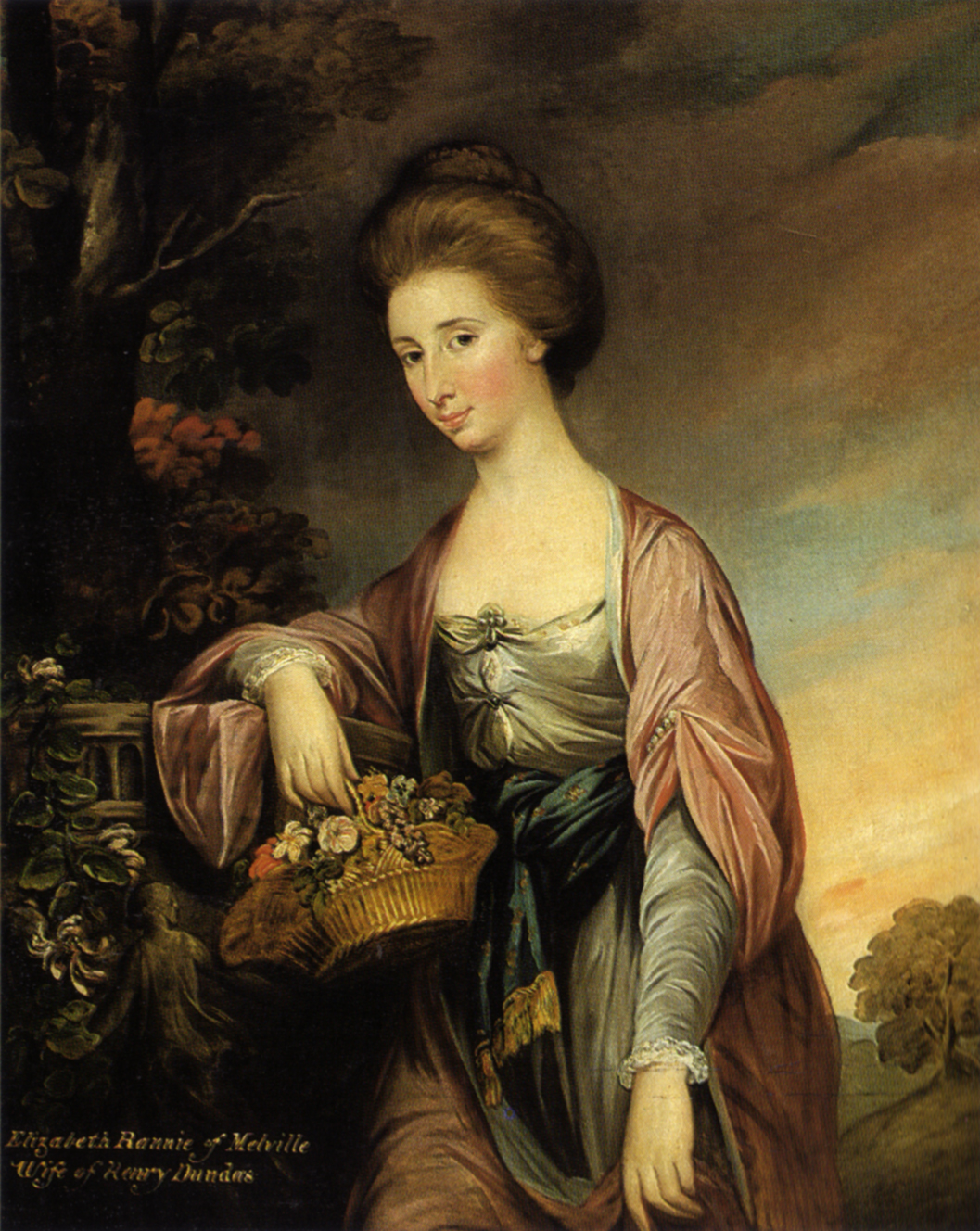
Элизабет Рэнни, первая жена Дандаса

В 1765 году Генри Дандас женился на Элизабет Рэнни (1750—1847), дочери кораблестроителя капитана Дэвида Рэнни. Элизабет была обладательницей приданого в размере 100 тыс. фунтов, поэтому женитьба на ней была очень выгодна для молодого честолюбца. В их браке родилось четверо детей: три дочери и один сын, Роберт Дандас, который унаследовал титул отца. Постоянное отсутствие Дандаса привело к тому, что супруга стала открыто изменять ему. После 13 лет брака она завела любовника, затем бежала с ним. Через несколько дней она написала мужу письмо, в котором назвала себя недостойной матерью. В ноябре 1778 году Дандас добился развода. Всё имущество Рэнни по закону стало собственностью бывшего мужа. Позже бывшая супруга Дандаса вышла замуж за своего любовника. Она никогда более не видела своих детей.

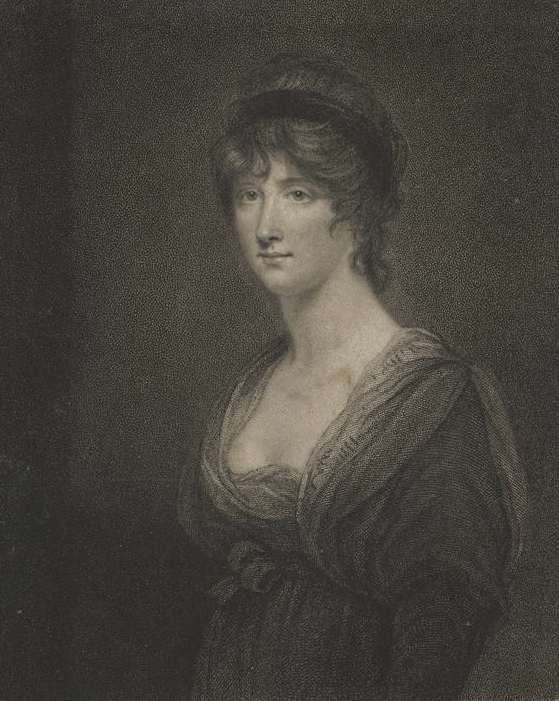
Джейн Хоуп, вторая жена Дандаса

В августе 1793 года Генри женился на леди Джейн Хоуп, дочери Джона Хоупа, 2-го графа Хоуптона. Детей от второго брака не имел.

## Награды и почётные звания

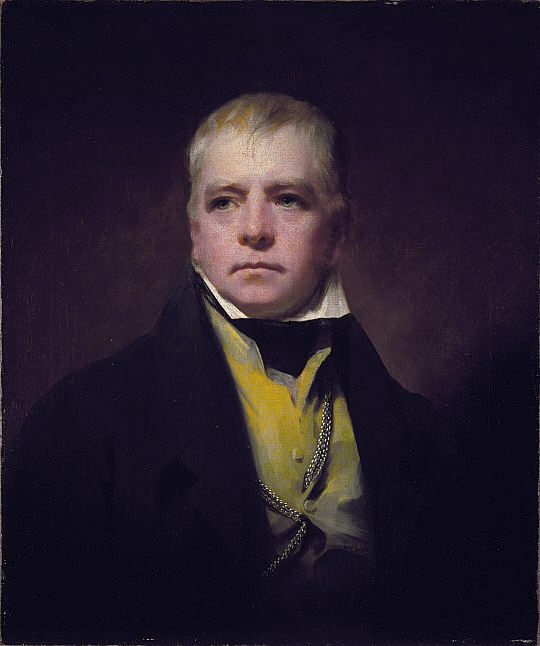
Сэр Вальтер Скотт. Портрет работы Генри Рэйберна, 1822 г.

В 1789 году получил степень почётного доктора Эдинбургского университета, его альма-матер. В 1781—1783 годах занимал должность ректора университета Глазго. В 1788 году назначен канцлером Сент-Эндрюсского университета. В отличие от Питта, который был далёк от искусства и литературы, Дандас покровительствовал художникам и литератором, в особенности своим соотечественникам. Имеется свидетельство, что Мелвилл очень уважал своего соотечественника Адама Смита. Однажды на обеде в доме Дандаса в Уимблдоне Питт заметил, что Адама Смита очень часто цитируют. Философ прибыл одним из последних. Когда он прибыл, все встали. Смит сказал собравшимся, что можно сесть. Питт ответил, что все будут стоять до тех пор, пока сам Смит не сядет.
Весьма интересен факт дружбы между Дандасом и сэром Вальтером Скоттом, которого он часто навещал в его доме на Касл-стрит. В 1810 году ещё говорили о том, не назначить ли Мелвилла генерал-губернатором Индии, Скотт писал к своему брату, что если Мелвилл примет это предложение, согласившись также взять и его самого в Индию, он оставит Шотландию. В предисловии к своей поэме «Видение дона Родриго», датируемом 24 числом июня 1811 года, Вальтер Скотт пишет, что очень переживает смерть такого выдающегося человека, как виконт Мелвилл. Смерть его на некоторое время остановила работу над поэмой{{подст:уточнить источник}}.
Будучи своего рода самодержавным владыкой Шотландии, тем не менее Дандас был достаточно популярен в широких кругах. Его высокое положение не вскружило ему голову. Кокберн пишет, что «его почитали не только его друзья, но и огромное количество идолопоклонников, которых этот идол кормил; самые разумные из его оппонентов уважали этого человека». Примечательно, что таким оппонентом являлся и виг Кокберн, который считал, что Дандас — истинный сын своей малой Родины, которым эта малая Родина может гордиться.
Мелвилл любил посещать свою родную землю, отвлекаясь от тех проблем и забот, которыми он был обязан заниматься по должности. Особенно ему нравилось посещать свою Дуниру в Пертшире. Он проводил там столько времени, сколько мог себе позволить. В сентябре 1785 года Дандас пишет герцогу Рутлэнду: «Устав до смерти, я решил сегодня отправиться в Шотландию на охоту на два месяца».

## Память. Образ в культуре

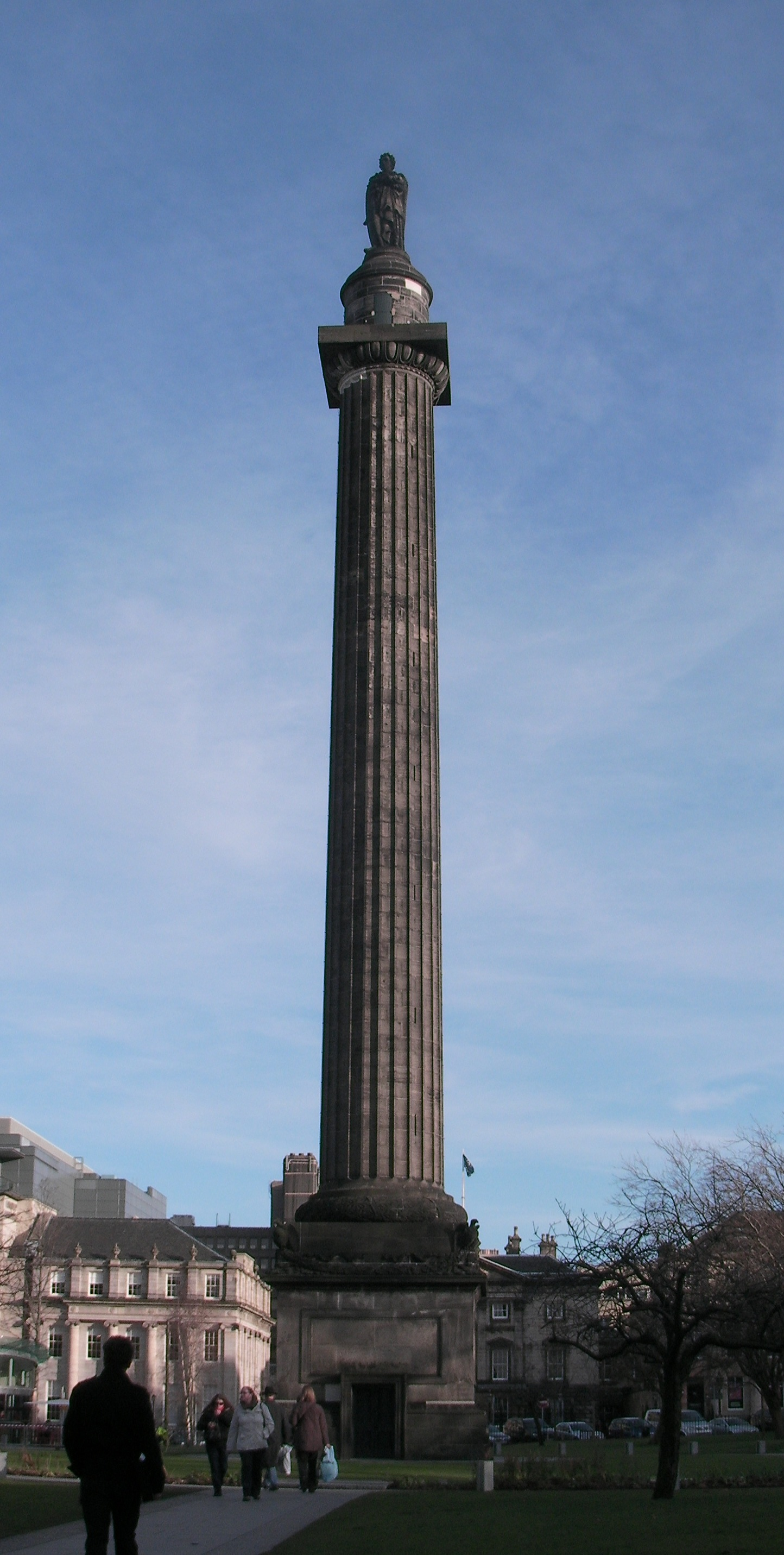
Монумент Дандаса

В 1823 году Мелвиллу был установлен памятник на площади Св. Андрея в Эдинбурге. Монумент — колонна (иногда её даже сравнивали с колонной Траяна) со статуей виконта наверху. Высота колонны — 42 метра, вес — около 1500 тонн. В 2008 году данный памятник был отреставрирован в ходе программы по реставрации монументов. В честь данного деятеля назван город в канадской провинции Онтарио, а также остров, расположенный рядом с северо-западным побережьем Британской Колумбии.
Дандас является второстепенным персонажем в серии романов английского писателя Патрика О’Брайана о приключениях капитана Джека Обри и его друга, корабельного врача Стивена Мэтьюрина. Лорд Мельвелл показан в романах с положительной стороны: он благоволит капитану Обри.
Лорд Мелвилл является вспомогательным персонажем телесериала Закон Гарроу. В данном телесериале Дандас является представителем политической верхушки Великобритании и одним из главных оппонентов Уильяма Гарроу. Роль политического деятеля сыграл Стивен Боксер.
Фигурирует в историческом романе Джеймса Робертсона «Джозеф Найт», которые написан на основе реальных событий. Роман Робертсона — история раба Джозефа Найта, который был освобождён благодаря ходатайствам Генри Дандаса.
Виконт Мелвилл является одним из героев художественного фильма «Удивительная лёгкость»; роль политика исполнил Билл Патерсон.
После того, как летом 2020 года снесли статую работорговца Эдварда Колстона, жившего в XVII веке в Англии, протестующие посчитали, что монумент лорду Мелвиллу нужно снести.
Роль Дандаса в британской истории является объектом дискуссий. В 2020 году во время уличных протестов, инспирированных гибелью Джорджа Флойда, статуя Дандаса была разрисована активистами. Обезображен был и памятник сыну лорда Мелвилла Роберту Дандасу. Один из ведущих активистов, выступающих в защиту прав человека, сэр Джефф Палмер считает, что сносить памятники историческим фигурам, так или иначе связанных с рабовладением, недопустимо, поскольку это часть истории. Палмер предлагает сменить табличку на монументе Дандаса, отметив на новой, что данный государственный деятель был ярым оппонентов аболиционистов. Джефф Палмер считает, что если демонтировать данный памятник, то никто не узнает о негативном аспекте деятельности виконта Мелвилла. Сэр Палмер отмечает, что такими действиями возможно снизить градус расизма в британском обществе.
В июне 2020 года свыше 14 000 человек подписали петицию о переименовании Дандас-стрит, центральной улицы Торонто. В июле 2021 года городской совет Торонто проголосовал за переименование улицы. Согласно планам горсовета Торонто, новое название должны были выбрать в апреле 2022 года.

## Комментарии
1. ↑  Из этого же рода происходит сэр Лоуренс Дандас (1710—1781) — шотландский буржуа и политик.
2. ↑  В период с 1775 по 1783 Дандас являлся лорд-адвокатом, фактически представляя всю Шотландию в британском правительстве.

### Первичные источники
- Barnard, Anne Lindsay. South Africa a century ago; letters written from the Cape of Good Hope (1791-1801). — London: Smith, Elder, 1910. — С. 316.
- Henry Dundas. Substance of the speech of the Right Honourable Henry Dundas, on the British government and trade in the East Indies : April 23, 1793. — London, 1793. — С. 38.
- Scott, Major (John). Letters to the Right Honourable Henry Dundas on his inconsistency as the minister of India. — London: J. Debrett, 1792. — С. 152.

### Вторичные источники
- Burke J. B. A Genealogical and Heraldic Dictionary of the Peerage and Baronetage of the British Empire. — London: Harrison, 1865. — P. 754. — 1323 p.
- Dundas H. Memoirs of the Right Honorable Henry Dundas, Lord Viscount Melville, etc. — James Imray, 1805. — 36 с.
- Dundas, Henry. Substance of the speech of … Henry Dundas in the House of commons, on the British government and trade in the East Indies, April 23rd, 1793 Архивная копия от 21 февраля 2019 на Wayback Machine. — 1813. — 52 с.
- Furber H.[англ.]. Henry Dundas, first viscount Melville, 1742-1811. — London: Oxford University Press, 1931. — 331 с.
- Haydn J. T., Beatson R. The Lord Advocate of Scotland // Beatson's Political index modernised. The book of dignities; containing rolls of the official personages of the British empire, together with the sovereigns of Europe, the peerage of England and of Great Britain; and numerous other lists. — 1851. — 624 с.
- Laybourn K. British Political Leaders: A Biographical Dictionary. — Santa Barbara, California: ABC-CLIO, 2001. — P. 110. — 363 p. — ISBN 978-1-57-607043-7.
- Lovat-Fraser J.[англ.]. Henry Dundas Viscount Melville. — Cambridge: Cambridge University Press, 1916. — 146 с.
- Coleridge, E. H.[англ.]. The life of Thomas Coutts, Banker. Vol. I. — Cambridge: Jhon Lane, the Bodle Head, 1920. — 360 с.
- George Nafziger[англ.]. Historical Dictionary of the Napoleonic Era. — Lancham, Maryland: Scarecrow Press, 2001. — P. 190. — 384 p. — ISBN 978-0-81-086617-1.
- Rogers Ch. Monuments and monumental inscriptions in Scotland. — London: Charles Griffin and Co, 1871. — P. 172. — 534 p.
- Sketch of the life of Viscount Melville // The Trial, by Impeachment, of Henry Lord Viscount Melville, for High Crimes and Misdemeanors, Before the House of Peers, in Westminster Hall, Between the 29th Day of April and the 17th of May, 1806: To which is Prefixed, a Sketch of the Life and Political Character of His Lordship, and a Complete Account of the Proceedings in Parliament Relative to the Charges on which the Impeachment was Founded / Great Britain. Parliament. — Longman, Hurst, Rees, and Orme, 1806. — 494 с.
- Cobbett's Parliamentary history of England : From the Norman conquest, in 1066 to the year, 1803 from which last-mentioned epoch it is continued downwards in the work entitled. "Cobbett's Parliamentary debates." Vol. XXIX // . — R.  Bagshaw,  Brydges Street,  Covent  Garden, 1806. — 816 с.
- Mullen, Stephen. «Henry Dundas: a ‘great delayer’of the abolition of the transatlantic slave trade.» Scottish Historical Review (2021). online

### Статьи
- Hutchison, Gary D. ‘The manager in distress’ : reaction to the impeachment of Henry Dundas, 1805-7. // Parliamentary history. — 2018. — № 36 (2). — С. 198—217.
- McAdams, Donald R. Henry Dundas and Election Management in England // Albion: A Quarterly Journal Concerned with British Studies. — 1970. — Т. 5, № 4. — С. 355—358.
- Meikle, Henry W. Two Glasgow Merchants in the French Revolution // The Scottish Historical Review. — 1911. — Т. 8, № 30. — С. 149—158.